# カレン州
カレン州（カレンしゅう、ビルマ語: ကရင်ပြည်နယ်、IPA: /kəjɪ̀ɴ pjìnɛ̀/）は、ミャンマーの行政区画である。
カレン州 (Karen State) は旧称で、現在の州名はカイン州 (Kayin State) である。ビルマがミャンマーと改名されたのと同じ1989年に改名された。
州都はパアン。

## 歴史
現在のカレン州を形成する地域は、11世紀中頃のパガン王朝の成立以来、歴代のビルマの王国の版図に含まれていた。13世紀から16世紀にかけて、領域のほとんどが下ビルマのペグー王朝に属していた一方で、北部は上ビルマのシャン族が建国したアヴァ王朝の属国だったビルマ族のタウングー王朝に属していた。16世紀から19世紀にかけて、上ビルマと下ビルマがともにタウングー王朝に統一されるとカレン州全域が属領となり、タウングー王朝が衰亡するとコンバウン王朝に属していた。第一次英緬戦争 (1824-1826)の後、サルウィン川以南のカレン州の1/3の領域が大英帝国の支配下に入り、残りの領域も1852年の第二次英緬戦争以後、植民地化された。
英国植民地時代の末期 (1945年 - 1948年) にかけてカレン族指導部は、イギリス領インド帝国ビルマ州内の今日のカレン州・モン州の大半・タニンダーリ地方域をカバーする分離州を主張した。彼らは1947年ビルマ憲法の為の基礎であった1947年2月のパンロン協定への署名を拒否し、1947年4月の独立前選挙を拒否した。 それにも拘らず、憲法はカレン州を認めた。もっともカレン族指導部がイギリスからの分離を希望した領土より少ない面積だったが。憲法は10年後のビルマ連邦からの独立権も保障した。(パンロン協定はシャン族とカチン族に州を与えるものである；実際、署名をしたチン族には州が与えられなかった。) カレン指導部の多数派であるカレン民族同盟(KNU)はこれに満足せず、完全な独立を要求した。1949年、KNUは、今日まで続いている武力闘争を開始した。 KNUは1月31日を「Inseinの戦い」で地下活動に入った日を記す「革命日」として祝っている。
その時以来、州のほぼ全域が戦場となっている。民間人は戦争を矛盾と受け取っている。今日、KNUは世界で最も長く行われているレジスタンスを組織している。1989年、ミャンマー軍事政権は、州の英語名をカレン州からカイン州へ変更した。

### 2010年総選挙
2010年総選挙の際にはカレン州から3政党が立った。その選挙の結果、カレン人民党（KPP）が6席、パロン・サウォ民主党（PSDP）が9席、カレン州民主発展党（KSDDP）が2席を獲得した。

## 地理
ミャンマー南部に位置し、マンダレー地方域、シャン州、カヤー州、バゴー地方域、モン州、タイ王国（メーホンソーン県、ターク県）に接する。

## 隣接行政区画
- マンダレー地方域
- シャン州
- カヤー州
- メーホンソーン県
- ターク県
- カーンチャナブリー県
- モン州
- バゴー地方域

## 行政区画
カレン州は3県、7郡区に分かれ、4092集落、1市、9町が位置する。

### 県
- パアン県（英語版）
- コーカレイ県（英語版）
- ミャワディー県（英語版）

### 郡区
| No. | 地区名               | カレン諸語での名称 |  |
| --- | -------------------- | ------------------ |  |
| 1.  | パアン郡区           |                    |  |
| 2.  | ラインブウェ郡区     |                    |  |
| 3.  | パプン郡区           | ムトロ             |  |
| 4.  | タンダウン郡区       |                    |  |
| 5.  | ミャワディー郡区     |                    |  |
| 6.  | コーカレイ郡区       |                    |  |
| 7.  | チャインセイジー郡区 |                    |  |

### 市町村
- パアン
- ラインブウェ（英語版）
- パプン（英語版）
- タンダウン（英語版）
- タンダウンジー（英語版）
- ミャワディ 国境を流れるムーイ川にかかる橋を越えると、タイ王国・ターク県のメーソート郡へ入国出来る。
- コーカレイ（英語版）
- チャイッドン（英語版）
- チャインセイジー（英語版）
- パヤトンズー タイ王国のカーンチャナブリー県・サンクラブリー郡との国境地帯のスリー・パゴダ・パスと接しており、旧泰緬鉄道が通っていた。
- シュエコッコ

- タンクワンタイン